# Џеферсон Сити
Џеферсон Сити (енгл. Jefferson City) град је у САД у савезној држави Мисури и њен главни град. По подацима из 2010. године у граду је живело 43.079 становника.

## Географија
Џеферсон Сити се налази на надморској висини од 192 m. Налази се на обали Мисурија.

## Демографија
По попису из 2010. године број становника је 43.079, што је 3.443 (8,7%) становника више него 2000. године.
|                   | 2010.           | 2000.           |
| Укупно            | 43 079 (100,0%) | 39 636 (100,0%) |
| Белци             | 33 021 (76,65%) | 31 997 (80,73%) |
| Афроамериканци    | 7 263 (16,86%)  | 5 828 (14,70%)  |
| Хиспаноамериканци | 1 103 (2,560%)  | 616 (1,554%)    |
| Остали            | 937 (2,175%)    | 707 (1,784%)    |
| Азијати           | 755 (1,753%)    | 488 (1,231%)    |